# Mie (pose)

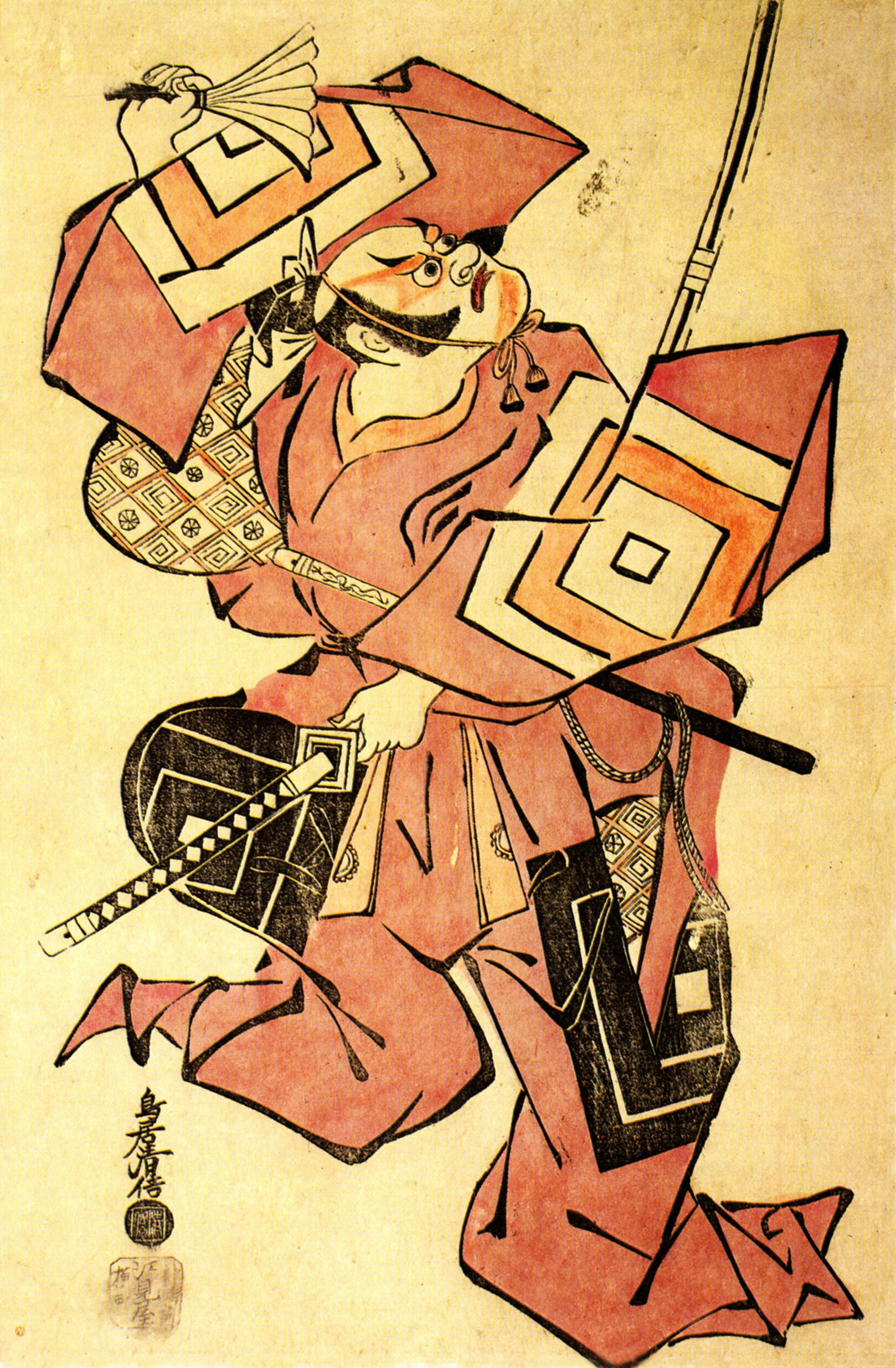
Ichikawa Danjuro II fazendo uma pose na peça Shibaraku. Ukiyo-e por Torii Kiyomasu

O miePose, postura (見得) é uma pose feita por um ator, que então fica parado por um momento. É um elemento do Kabuki, especialmente o estilo aragotoEstilo simples (荒事). Um dos principais propósitos do mie é chamar atenção para porções importantes ou poderosas de alguma performance. Serve também para mostrar o auge de uma emoção de algum personagem, e pode ser uma pose bem exagerada. Os olhos do ator são abertos o mais amplamente possível; se o personagem estiver agitado ou bravo, o ator irá deixar os olhos entreabertos. Na língua japonesa, a pose é "cortada" pelo atorMie wo kiru (見得を切る). Membros da plateia farão kakegoe no momento em que a pose é feita.
É dito que o mie começou com o ator de kabuki Ichikawa Danjuro I na era Genroku, junto com o próprio estilo aragoto. Existem vários tipos de mie, cada qual possuindo um nome que o descreve, e vários destes tipos são relacionados com linhas específicas de atores.
Nos mie da era Genroku, uma das poses mais famosas é a em que a mão direita do ator é mantida reta, perpendicular ao chão, enquanto a mão esquerda é apontada para cima e as sobrancelhas ficam curvadas. Ao mesmo tempo, o ator pisa fortemente no chão com o seu pé esquerdo. Esse mie é fortemente associado com o personagem Kamakura Gongoro Kagemasa, o herói da peça Shibaraku, e é suposto ter sido inventado por Ichikawa Danjuro I.
Dois mie feitos pelo monge Narukami, na peça Narukami Fudo Kitayama Zakura, são a "pose do abraçamento de pilar"Hashimaki no mie (柱巻きの見得), na qual o ator envolve os braços e pernas ao redor de um poste, coluna, ou uma arma longa como uma naginata, e a outra é a "pose da imobilidade"Fudo no mie (不動の見得), que lembra a figura budista Fudō Myoō. É uma pose forte, para dar efeitos de poder e raiva.
Na peça kanjincho, o monge Benkei faz a Fudo no mie enquanto segura um pergaminho (o título da obra, "lista de inscrição" ou kanjincho), e na outra mão possui um nenjuRosário budista (念珠). Outra pose feita por Benkei é a "pose do lançamento de pedras"Ishi nage no mie (石投げの見得), que é feita para lembrar a ação proposta pelo seu nome.
O termo da "pose da terra e do céu"Tenchi no mie (天地の見得) é usado quando dois atores, um no palco e outro em um plano acima, como em um teto, fazem uma pose simultaneamente.